# География Бали

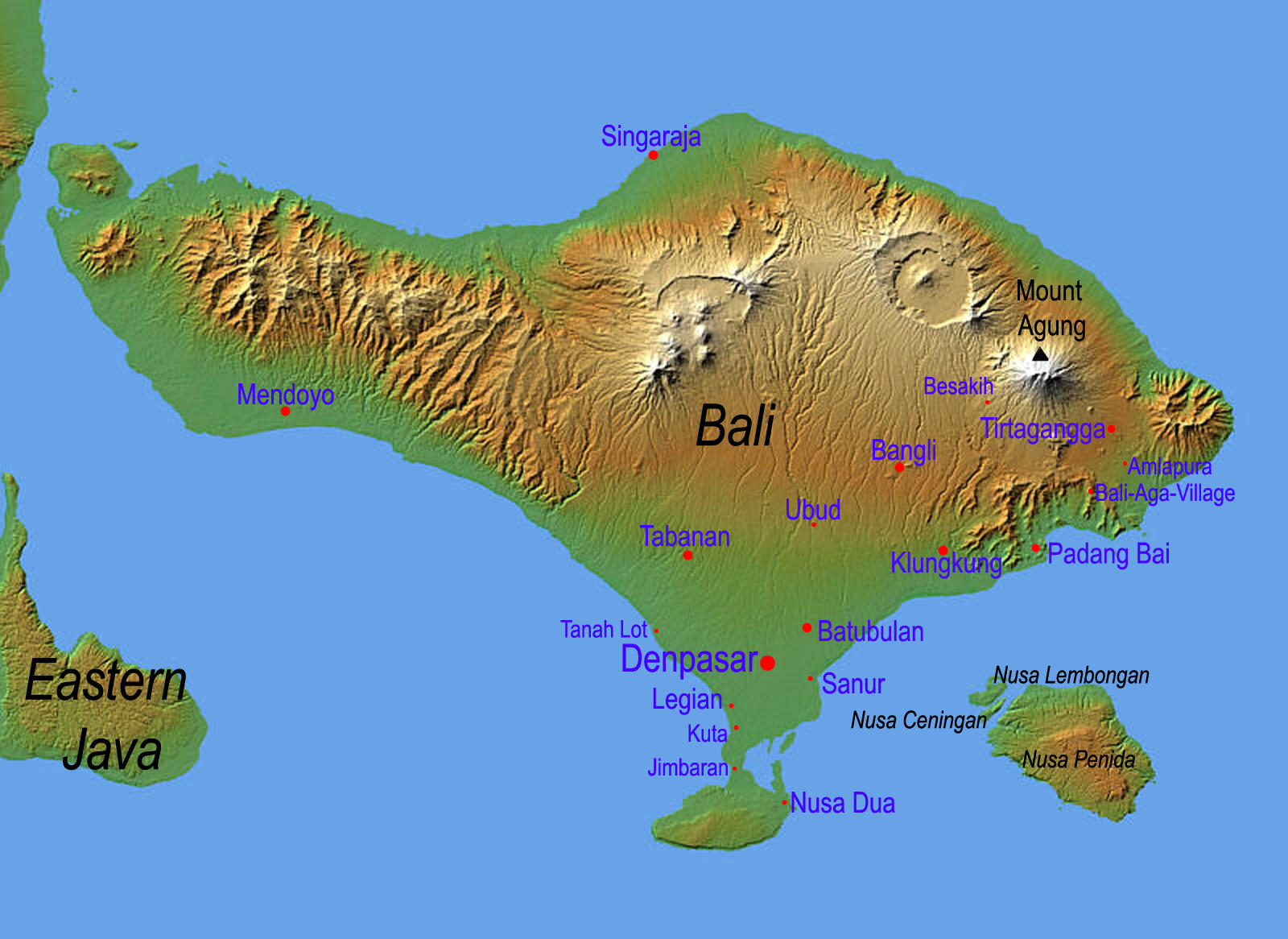
Карта острова Бали

Бали, остров в Малайском архипелаге, в группе Малых Зондских островов находится в составе одноимённой провинции Индонезии.

## Местонахождение

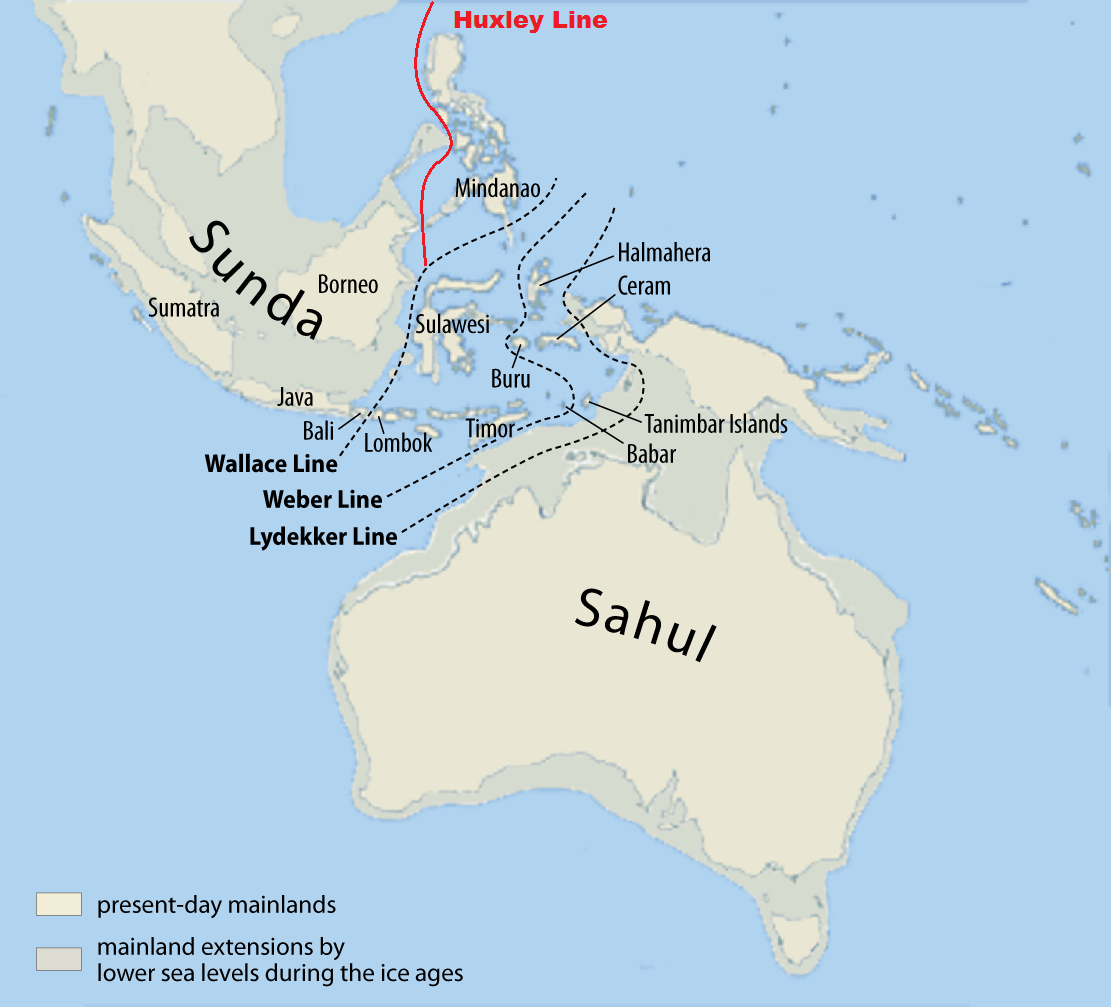
Линия Уоллеса

Остров с юга омывается Индийским океаном, с севера — морем Бали Тихого океана. С запада отделён одноимённым проливом от острова Ява, с востока — Ломбокским проливом от острова Ломбок.
Площадь Бали —  5416,4 км², протяжённость: с востока на запад — 145 км и с севера на юг — 80 км.
Линия Уоллеса, западная граница биогеографической переходной зоны между азиатской и австралийской фауной, пролегает от Бали и острова Ломбок в восточном направлении, между Калимантаном и Сулавеси.

## Рельеф
Бали — самый западный остров из Малых Зондских островов.
Горная цепь Бали с запада на восток является зоной высокой вулканической активности. Вулканы Агунг (2997 м) и Гунунг-Батур (1717 м), который являются большими действующими вулканами расположены в северо-восточной части Бали. Их крупные извержения в 1963 году, привели к большим жертвам, вынудили многих жителей эмигрировать, тем самым опустошили восточные районы.
Кальдера Гунунг-Батура достигает высоты 1717 метров. Последний значительный выброс произошёл в 1999—2000 годах (300 метров в высоту).
Агунг является высшей точкой острова (2997 м) и считается священной. В августе 2017 года были эвакуированы около 120 тыс. человек. К октябрю активность начала снижаться.  21 ноября из жерла Агунга начал подниматься столб дыма высотой в 700 метров, а 25 ноября 2017 началась активная фаза извержения. В 2018 и 2019 годах также произошли извержения вулкана.
Самые высокие горные вершины — Батукау (2276 м) и Абанг (2152 м). Горный хребет с известняковым плато на юге делит территорию Бали на два региона. Северная часть от узкой береговой линии поднимается к горным склонам. Здесь протекают две реки. Выращивают кофе. Южная часть протягивается с севера на юг, на рисовые поля. Юго-запад — это небольшие, хорошо орошаемые участки земли и засушливые земли плантаций кокосовых пальм.

## Климат
Климат на Бали экваториально-муссонный, здесь обычно различают всего два сезона: сухой (июнь — октябрь) и влажный (ноябрь — март). Январь-февраль — время наибольшего количества осадков. В период влажного сезона на Бали осадки выпадают локально, ночью и кратковременно (1—2 часа) в виде ливней с грозой. В северной части относительно сухой климат.

Среднегодовые температуры колеблются вокруг 26 °C. В низинах и днём, и ночью тепло, а в горах ночи довольно прохладные. Температура воды в океане 26—28 °C.
| Показатель                    | Янв. | Фев. | Март | Апр. | Май  | Июнь | Июль | Авг. | Сен. | Окт. | Нояб. | Дек. | Год   |
| ----------------------------- | ---- | ---- | ---- | ---- | ---- | ---- | ---- | ---- | ---- | ---- | ----- | ---- | ----- |
| Средний суточный максимум, °C | 29,7 | 29,7 | 29,8 | 29,8 | 29   | 27,9 | 27   | 27,3 | 28,4 | 29,8 | 30    | 30   | 29    |
| Средняя температура, °C       | 27   | 26,7 | 26,6 | 26,6 | 26,2 | 25,3 | 24,5 | 24,4 | 25,1 | 26,4 | 26,9  | 27,2 | 26    |
| Средний суточный минимум, °C  | 24,3 | 23,6 | 23,3 | 23,3 | 23,3 | 22,7 | 21,9 | 21,4 | 21,8 | 22,9 | 23,7  | 24,4 | 23,1  |
| Норма осадков, мм             | 146  | 133  | 130  | 91   | 63   | 38   | 35   | 20   | 28   | 28   | 141   | 165  | >1000 |
| Температура воды, °C          | 28,9 | 28,8 | 29,4 | 29,9 | 29,8 | 29   | 28,2 | 27,8 | 27,9 | 28,6 | 29,6  | 29,6 | 29    |

## Флора и фауна

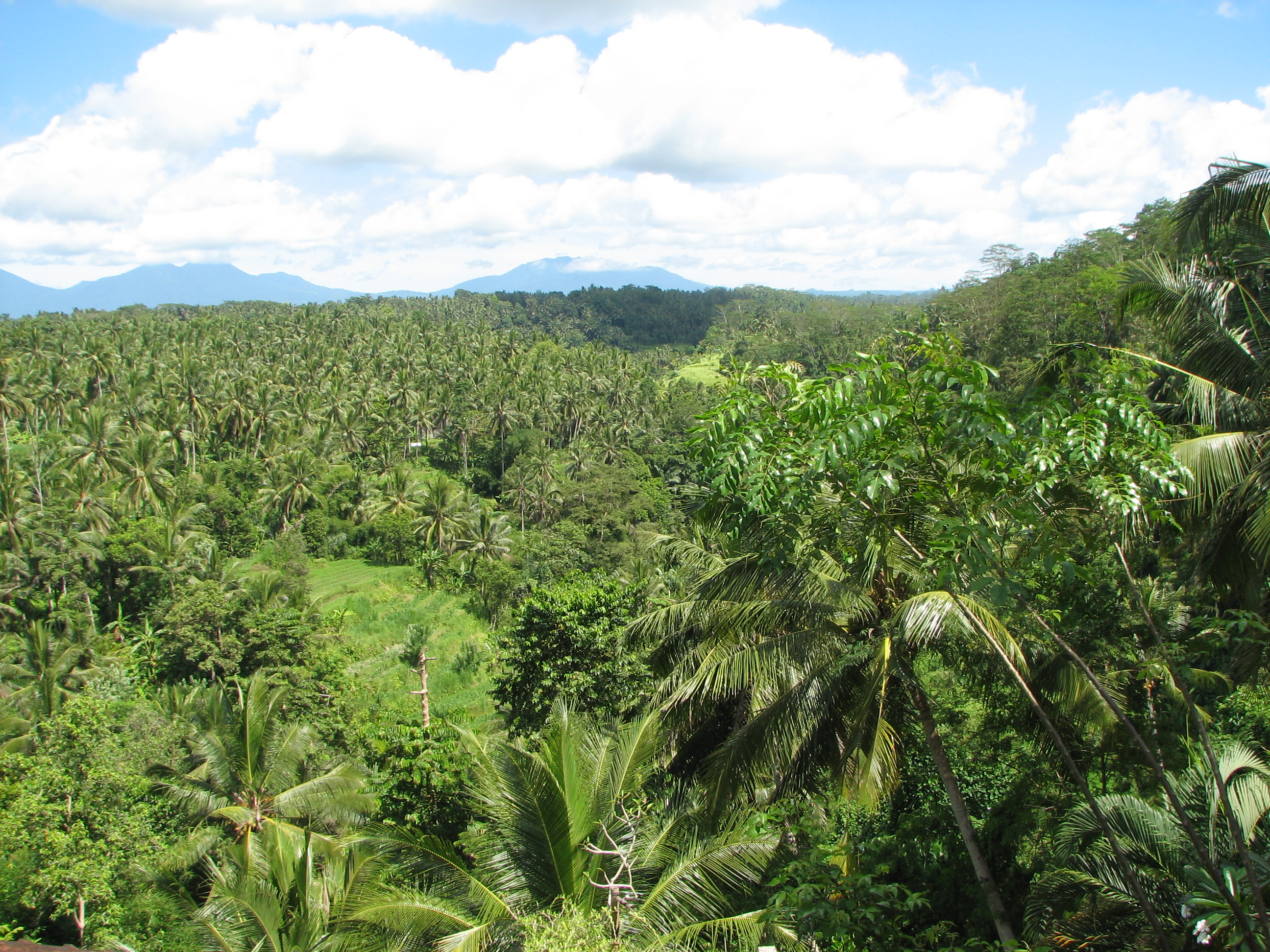
Тропические леса на Бали

На Бали произрастают 4 вида лесов: влажные вечнозелёные тропические (в парке Бали-Барат) на западе, листопадные ( сапотовые деревья) на северо-западе, саванные леса и горные леса.
Горная растительность редко расположена выше 1500 м над уровнем моря, это, в основном, казуарины и филаосы. Банановые растения на Бали священны, они очень хорошо растут, размножаясь корнями, и кормят множество животных: обезьян, белок, летучих мышей. Редкий пещерный краб Karstama balicum внесён в Международную Красную книгу МСОП. Здесь много пальмовых деревьев. Встречаются также эбеновое, или чёрное дерево, а также бальзовое дерево. Много бамбуковых деревьев.
Красные, розовые и белые гибискусы, жасмин, бугенвиллеи, белые и розовые лавры, водяные лилии, лотосы и довольно экзотические растения, такие, как ангсока, чемпака (жёлтая магнолия), манори и орхидеи.
Балийский тигр, вымерший подвид тигров, обитал только на острове Бали. Был объявлен вымершим 27 сентября 1937 года после того, как последнего тигра, взрослую самку, застрелили в западном Бали (Сумбар Кама).
На Бали как минимум 20 эндемичных видов, в том числе Балийский скворец и Яванская зуйка.
Atelomycterus baliensis, один из видов рода коралловых кошачьих акул, была недавно обнаружена у берегов острова Бали.